# Pristimantis cajamarcensis
Pristimantis cajamarcensis là một loài động vật lưỡng cư trong họ Strabomantidae, thuộc bộ Anura. Loài này được Barbour & Noble mô tả khoa học đầu tiên năm 1920.
Nó được tìm thấy ở Ecuador và Peru. Môi trường sống tự nhiên của nó là các khu rừng vùng núi ẩm nhiệt đới hoặc cận nhiệt đới, vùng đồng cỏ, vườn nông thôn, và các khu rừng trước đây bị suy thoái nặng nề. Loài này đang bị đe dọa do mất môi trường sống.